# Charles Ellis, I barone Seaford
Charles Rose Ellis, I barone Seaford (19 dicembre 1771 – 1º luglio 1845), è stato un politico inglese.

## Biografia
Era il figlio di John Ellis, e di sua moglie, Elizabeth Palmer. Suo padre acquistò una notevole quantità di ricchezza dallo zucchero e dalla schiavitù in diverse tenute, tra cui Montpelier, in Giamaica, la piantagione di Newry a St Mary e la tenuta Palm a St Thomas-in-the-Vale.
Quando suo fratello George morì, John gestì la tenuta per conto di suo nipote, George Rose Ellis. Tuttavia, il giovane George si sarebbe successivamente lamentato con suo zio materno, Edward Long, sull'avarizia di John. Attraverso le sue sei tenute giamaicane, John possedeva oltre 1.200 schiavi ed era classificato tra i primi più ricchi piantatori di zucchero in Giamaica. Nel 1782, John e sua moglie Elizabeth salirono a bordo di una nave per l'Inghilterra, ma la nave si perse in mare e Charles ereditò le ricche proprietà di suo padre in Giamaica.

## Carriera
Ellis fu eletto alla Camera dei comuni per il collegio di Heytesbury (1793-1796), Seaford (1796-1806 e 1812-1826) e East Grinstead (1807-1812). Nel 1826 fu elevato alla nobiltà come Barone Seaford. In parlamento fu un importante difensore della schiavitù nelle piantagioni delle Indie Occidentali.
Nel 1832, Ellis era in Giamaica durante una ribellione di schiavi guidata da Samuel Sharpe, la guerra battista, che gli causò perdite per circa £ 41.000. Lord Seaford lasciò la Giamaica per la Gran Bretagna a metà del 1834, poco prima che il periodo di apprendistato fosse attuato in seguito all'emancipazione degli schiavi.
Lord Seaford non era convinto che l'apprendistato avrebbe funzionato, ed era un grande sostenitore nell'incoraggiare l'immigrazione europea bianca in Giamaica. A tal fine, ha donato terre dalla sua tenuta di Montpelier, che è stato utilizzato per creare un villaggio per immigrati tedeschi, chiamato Seaford Town, Giamaica.
Quando il governo britannico emancipò gli schiavi nel 1830, Charles fu compensato per i suoi schiavi liberati per un importo di oltre £ 16.000.

## Matrimonio
Sposò, il 2 agosto 1798, Elizabeth Catherine Caroline Hervey (17 agosto 1780-21 gennaio 1803), figlia di John Hervey. Ebbero tre figli:
- Charles Ellis, VI barone Howard de Walden (5 giugno 1799-29 agosto 1868)
- Augustus Ellis (17 settembre 1800-16 agosto 1841), sposò Mary Frances Thurlow Cunynghame, ebbero cinque figli;
- Eliza Ellis (1802-1820).

Nel 1803 suo figlio Charles succedette al bisnonno materno, Frederick Hervey, IV conte di Bristol, come Barone Howard de Walden.

## Morte
Morì il 1º luglio 1845. Gli succedette nella baronia il figlio Charles.